# Saint-André-Treize-Voies
Saint-André-Treize-Voies är en kommun i departementet Vendée i regionen Pays de la Loire i västra Frankrike. Kommunen ligger i kantonen Rocheservière som tillhör arrondissementet La Roche-sur-Yon. År 2018 hade Saint-André-Treize-Voies 1 422 invånare.

## Befolkningsutveckling
Antalet invånare i kommunen Saint-André-Treize-Voies
| Referens: INSEE |